# وزارت اقلیم و محیط زیست (لهستان)
وزارت اقلیم و محیط زیست (لهستانی: Ministerstwo Klimatu i Środowiska) یک وزارتخانه در دولت لهستان است که در ۶ اکتبر ۲۰۲۰ تأسیس شد. ریاست آن بر عهده آنا مسکوا است که از ۲۶ اکتبر ۲۰۲۱ سمت وزیر آب و هوا و محیط زیست را بر عهده دارد. این وزارتخانه مسئولیت جنگلداری، انرژی و مدیریت آب را نیز تحت پوشش دارد.
وزارت اقلیم و محیط زیست با ادغام بخش مدیریت آب در وزارت اقتصاد دریایی و ناوبری داخلی و اداره محیط زیست  در وزارت اقلیم سابق تشکیل شد.